# Андреев, Клавдий Валерьянович
Андре́ев Кла́вдий Валерья́нович (1924 год — 29 июня 1981 года) — капитан рыбопромыслового флота. Герой Социалистического Труда.

## Биография
Клавдий Андреев родился в 1924 году в селе Несь Мезенского уезда Архангельской губернии (ныне Ненецкий автономный округ, Архангельской области). После школы учился в Архангельске на курсах комсостава. Участвовал в Великой Отечественной войне, защищал Советское Заполярье. На кораблях рыболовного флота «Мурмансельдь» с 1952 года. С 1957 года командовал средним рыболовным траулером 4202 «Забияка». Под командованием Андреева «Забияка» установил рекорд по улову — 11 625 центнеров рыбы.
В 1963 году за трудовые успехи и доблесть Клавдий Валерианович Андреев был награждён почётным званием Героем Социалистического Труда. Среди других наград героя — орден Трудового Красного Знамени. В честь капитана-ударника был назван БМРТ.
В разные годы Клавдий Валерианович Андреев становился членом Мурманского областного и городского Совета депутатов. Умер Андреев в Мурманске 29 июня 1981 года в возрасте 57 лет.